# Natação nos Jogos Olímpicos de Verão de 1988 - 50 m livre feminino
A competição dos 50 metros livre feminino da natação nos Jogos Olímpicos de Verão de 1988 foi disputada no dia 25 de setembro no  Jamsil Indoor Swimming Pool em Seul, Coreia do Sul.

## Recordes
Antes desta competição, os recordes mundiais e olímpicos da prova eram os seguintes:
| Tipo | Atleta           | Tempo | Local         | Data                |
| ---- | ---------------- | ----- | ------------- | ------------------- |
|      | Yang Wenyi (CHN) | 24.98 | Cantão, China | 11 de abril de 1988 |
|      | Evento inaugural | —     | —             | —                   |

## Medalhistas
| Ouro   | GDR Kristin Otto                     |
| Prata  | CHN Yang Wenyi                       |
| Bronze | GDR Katrin Meissner USA Jill Sterkel |

Os seguintes recordes mundiais ou olímpicos foram estabelecidos durante esta competição:
| Data           | Evento         | Atleta           | Tempo | Notas            |
| -------------- | -------------- | ---------------- | ----- | ---------------- |
| 25 de setembro | Eliminatória 7 | CHN Yang Wenyi   | 25.67 | Recorde olímpico |
| 25 de setembro | Final A        | GDR Kristin Otto | 25.49 | Recorde olímpico |

### Eliminatórias
Regra: As oito nadadoras mais rápidas avançam à final A (Q), enquanto as oito seguintes, à final B (q).
| Pos. | Raia | Nadador                 | CON                    | Tempo | Notas |
| ---- | ---- | ----------------------- | ---------------------- | ----- | ----- |
| 1    | 7    | Yang Wenyi              | CHN China              | 25.67 | Q,    |
| 2    | 7    | Katrin Meissner         | GDR Alemanha Oriental  | 25.77 | Q     |
| 3    | 6    | Kristin Otto            | GDR Alemanha Oriental  | 25.85 | Q     |
| 4    | 5    | Leigh Ann Fetter        | USA Estados Unidos     | 25.91 | Q     |
| 5    | 6    | Catherine Plewinski     | FRA França             | 26.01 | Q,    |
| 6    | 7    | Jill Sterkel            | USA Estados Unidos     | 26.02 | Q     |
| 7    | 6    | Tamara Costache         | ROM Romênia            | 26.06 | Q     |
| 8    | 7    | Karen van Wirdum        | AUS Austrália          | 26.12 | Q,    |
| 9    | 7    | Marion Aizpors          | FRG Alemanha Ocidental | 26.20 | q     |
| 10   | 7    | Inna Abramova           | URS União Soviética    | 26.27 | q     |
| 11   | 5    | Marie-Thérèse Armentero | SUI Suíça              | 26.32 | q     |
| 12   | 5    | Christiane Pielke       | FRG Alemanha Ocidental | 26.33 | q     |
| 13   | 6    | Ayako Nakano            | JPN Japão              | 26.44 | q     |
| 14   | 4    | Diana van der Plaats    | NED Países Baixos      | 26.49 | q,    |
| 15   | 6    | Kristin Topham          | CAN Canadá             | 26.50 | q     |
| 16   | 5    | Karin Brienesse         | NED Países Baixos      | 26.54 | q     |
| 17   | 4    | Adriana Pereira         | BRA Brasil             | 26.56 |       |
| 17   | 5    | Luminița Dobrescu       | ROM Romênia            | 26.56 |       |
| 19   | 6    | Andrea Nugent           | CAN Canadá             | 26.60 |       |
| 20   | 5    | Gitta Jensen            | DEN Dinamarca          | 26.61 |       |
| 20   | 5    | Kaori Sasaki            | JPN Japão              | 26.61 |       |
| 22   | 6    | Xia Fujie               | CHN China              | 26.66 |       |
| 23   | 7    | Helena Aberg            | SWE Suécia             | 26.67 |       |
| 24   | 6    | Karin Furuhed           | SWE Suécia             | 26.85 |       |
| 25   | 7    | Alison Sheppard         | GBR Grã-Bretanha       | 27.14 |       |
| 26   | 4    | María Rivera            | MEX México             | 27.16 |       |
| 27   | 4    | Annabelle Cripps        | GBR Grã-Bretanha       | 27.17 |       |
| 28   | 4    | Karen Dieffenthaler     | TRI Trinidad e Tobago  | 27.27 |       |
| 29   | 5    | Senda Gharbi            | TUN Tunísia            | 27.34 |       |
| 30   | 4    | Akiko Thomson           | PHI Filipinas          | 27.43 |       |
| 31   | 3    | Mônica Rezende          | BRA Brasil             | 27.44 |       |
| 32   | 4    | Patricia Kohlmann       | MEX México             | 27.45 |       |
| 33   | 2    | Carolina Mauri          | CRC Costa Rica         | 27.96 |       |
| 34   | 3    | Han Young-hee           | KOR Coreia do Sul      | 28.02 |       |
| 35   | 3    | Hung Cee Kay            | HKG Hong Kong          | 28.15 |       |
| 36   | 3    | Park Joo-li             | KOR Coreia do Sul      | 28.20 |       |
| 37   | 2    | Bryndís Ólafsdóttir     | ISL Islândia           | 28.38 |       |
| 38   | 3    | Ana Joselina Fortin     | HON Honduras           | 28.46 |       |
| 39   | 2    | Cina Munch              | FIJ Fiji               | 28.55 |       |
| 40   | 2    | Catherine Fogarty       | ZIM Zimbabwe           | 28.66 |       |
| 41   | 3    | Wang Chi                | TPE Taipé Chinês       | 28.73 |       |
| 42   | 2    | Sabrina Lum             | TPE Taipé Chinês       | 28.82 |       |
| 43   | 2    | Veronica Cummings       | GUM Guam               | 28.94 |       |
| 44   | 2    | Angela Birch            | FIJ Fiji               | 29.01 |       |
| 45   | 3    | Tsang Wing Sze          | HKG Hong Kong          | 29.14 |       |
| 46   | 2    | Katerine Moreno         | BOL Bolívia            | 29.42 |       |
| 47   | 4    | Elsa Freire             | ANG Angola             | 29.54 |       |
| 48   | 1    | Carolina Araujo         | MOZ Moçambique         | 29.64 |       |
| 49   | 3    | Ana Martins             | ANG Angola             | 29.74 |       |
| 50   | 1    | Nancy Khalaf            | LIB Líbano             | 30.77 |       |

### Finais

#### Final B
| Pos. | Raia | Nadador                 | CON                    | Tempo | Notas |
| ---- | ---- | ----------------------- | ---------------------- | ----- | ----- |
| 9    | 4    | Marion Aizpors          | FRG Alemanha Ocidental | 26.17 |       |
| 10   | 6    | Christiane Pielke       | FRG Alemanha Ocidental | 26.22 |       |
| 11   | 3    | Marie-Thérèse Armentero | SUI Suíça              | 26.34 |       |
| 12   | 1    | Kristin Topham          | CAN Canadá             | 26.45 |       |
| 12   | 2    | Ayako Nakano            | JPN Japão              | 26.45 |       |
| 14   | 5    | Inna Abramova           | URS União Soviética    | 26.48 |       |
| 15   | 8    | Karin Brienesse         | NED Países Baixos      | 26.66 |       |
| 16   | 7    | Diana van der Plaats    | NED Países Baixos      | 26.80 |       |

#### Final A
| Pos.              | Raia | Nadador             | CON                   | Tempo | Notas              |
| ----------------- | ---- | ------------------- | --------------------- | ----- | ------------------ |
| Medalha de ouro   | 3    | Kristin Otto        | GDR Alemanha Oriental | 25.49 | Recorde olímpico   |
| Medalha de prata  | 4    | Yang Wenyi          | CHN China             | 25.64 |                    |
| Medalha de bronze | 5    | Katrin Meissner     | GDR Alemanha Oriental | 25.71 |                    |
| Medalha de bronze | 7    | Jill Sterkel        | USA Estados Unidos    | 25.71 |                    |
| 5                 | 6    | Leigh Ann Fetter    | USA Estados Unidos    | 25.78 |                    |
| 6                 | 1    | Tamara Costache     | ROU Romênia           | 25.80 |                    |
| 7                 | 2    | Catherine Plewinski | FRA França            | 25.90 | Recorde nacional   |
| 8                 | 8    | Karen van Wirdum    | AUS Austrália         | 26.01 | Recorde da Oceania |